# União Argentina de Rugby
A União Argentina de Rugby (em castelhano: Unión Argentina de Rugby, abreviada como "UAR") é o órgão que rege o rugby union na Argentina. É um membro do World Rugby com um assento no Conselho Executivo desse órgão.
A UAR organiza todas as seleções nacionais, incluindo a seleção Sênior (Pumas), Sub-20 (Pumitas), Argentina XV (Seleção "B", Sevens e Feminina e a franquia Jaguares que participa da competição Super Rugby da SANZAAR.

## Nomes
A União teve nomes diferentes ao longo dos anos. Eles estão detalhados abaixo:
- River Plate Rugby Championship (1899-1908);
- The River Plate Rugby Union (1908–31);
- Unión de Rugby del Río de la Plata (1931–51);
- Unión Argentina de Rugby (1951–presente).

## História
Em 1899, os clubes Belgrano AC, Rosario AC, Lomas AC e Buenos Aires FC fundaram o "River Plate Rugby Championship", que se tornaria a atual União de Rúgbi da Argentina. O corpo organizou o primeiro campeonato do mesmo ano, jogado pelos quatro membros fundadores. No jogo inaugural, Lomas derrotou Buenos Aires por 11-4. Lomas seria o primeiro campeão argentino, conquistando o título no final da temporada.

### Equipa nacional
A primeira seleção nacional (sob o nome "A União de Rugby do River Plate") fez sua estreia contra os Leões Britânicos quando visitaram a Argentina em 1910 como parte das comemorações do 100º aniversário da Revolução de Maio. O jogo foi disputado em 12 de junho e o time argentino perdeu por 28-3.

### Rugby Championship
A Argentina aderiu oficialmente ao Rugby Championship após uma reunião em Buenos Aires em 23 de novembro de 2011. Tornou-se membro pleno do SANZAAR, o órgão que opera as competições Super Rugby e The Rugby Championship no rugby union, desde o início de 2016.